# Lichtplatform Goeree
Het Lichtplatform Goeree of Lichteiland Goeree is een platform of lichteiland dat dient als aanloopbaken op zee. Het is gelegen op ongeveer 30 kilometer ten zuidwesten van Hoek van Holland. Op dit platform in zee worden er ook meetgegevens verzameld over de wind, luchtdruk, zicht en de golfslag ter plaatse. Op het lichtplatform bevinden zich diverse bakens voor de scheepvaart, waaronder de op 30 meter boven de zeespiegel gesitueerde lamp in de vuurtoren op een van de hoeken van het platform. Verder is er ook een misthoorn aanwezig. Voor de elektriciteitsvoorziening bevinden zich drie generatoren aan boord.
Slechts eens in de twee maanden wordt het lichtplatform door een onderhoudsploeg bezocht.

## Geschiedenis
Vanaf 1953 heeft er ter plaatse op deze locatie steeds een lichtschip gelegen.
Op 14 september 1971 werd het lichtschip voor de laatste keer vanaf deze locatie binnengehaald.
Binnen een week tijd is het lichtplatform ter plaatse opgebouwd uit vooraf op het land geprefabriceerde elementen.

## Huidige toestand
In 2020 werd het licht in de draaiende fresneloptiek voorgoed gedoofd. Sindsdien wordt het platform alleen nog verlicht door opstakelverlichting en een misthoorn. Het platform dient dus niet langer als verkenningslicht voor de scheepvaart. Op 6 mei 2020 werd het licht op het eiland voorgoed gedoofd. Voorheen had het een groepsschitterlicht van 4 flitsen per 20 seconden, een lichthoogte van 32 meter boven de middenstand en een bereik van 28 zeemijlen.

## Opbouw
Het platform is opgebouwd uit een bovenbouw en een onderbouw. Het bovenbouw is het eigenlijke platform en bevindt zich op 20 meter boven de zeespiegel. De onderbouw is 40 meter hoog en bestaat uit vier poten voorzien van dwarsverbindingen. Voor de verankering heeft men door de holle poten 80 meter lange heipalen geslagen tot een diepte van 40 meter.